# Ум Кулсум
Ум Кулсум (на арабски: أم كلثوم) е египетска певица и актриса.
Често наричана Звездата на Изтока, тя е нареждана сред най-известните в Арабския свят музиканти на ХХ век.

## Биография

### Детски години
Ум Кулсум Ибрахим Елбелтаги е родена в селцето Тамай ез-Захайра край град Сенбелауейн в Дакахлия, в делтата на Нил. Няма документи за датата на раждането, но обикновено се приема, че е родена на 31 декември през 1898 или 1904 година.
Още в ранна възраст Ум Кулсум показва изключителна дарба за пеене. Нейният баща, който е имам, я научава да рецитира Корана и тя научава наизуст цялата книга. Когато е на 12 години, нейният баща я преоблича като момче, за да я включи в малка музикална група, която ръководи.
На 16-годишна възраст е забелязана от певеца Мохамед Абул Ела, който започва да я учи на традиционния репертоар. Няколко години по-късно се запознава с известния композитор Закария Ахмад, който я кани да отиде в Кайро. Тя посещава града на няколко пъти в началото на 1920-те години, но се установява там за постоянно едва през 1923 година.

### Ранна кариера
В Кайро Ум Кулсум се запознава с Амин ал-Махди, който започва да я учи да свири на уд, и става близка приятелка с неговата дъщеря Раухея ал-Махди. Амин ал-Махди я въвежда в културните среди на Кайро. По това време тя среща известния поет Ахмед Рами, който ще напише за нея текстовете на 137 песни. Рами, който е следвал в Париж, я запознава с френската и арабската литература.
В средата на 1920-те години Ум Кулсум се запознава с известния музикант и изпълнител на уд Мохамед ел-Касабги. С негова помощ прави първите си представления пред по-широка публика, а малко по-късно той създава малък оркестър, който ще ѝ акомпанира редовно през следващите години. По това време Ум Кулсум е сред първите изпълнители, които не се ограничават с частни концерти, а започват да пеят пред широката публика, съдействайки за прехода от традиционните елитарни форми към популярната арабска музика.
През 1932 година Ум Кулсум вече е достатъчно известна, за да предприеме турне в Близкия изток, изнасяйки концерти в Дамаск, Багдад, Бейрут и Триполи. На 31 май 1934 година с нейни изпълнения е открито Радио „Кайро“ – измежду първите радиостанции в Арабския свят.

### Известност
През втората половина на 30-те години Ум Кулсум се налага като най-популярната арабска певица. Важна роля за това изиграват нейните участия в музикални филми и излъчванията на живо по радиото на нейни концерти. Тя създава своеобразна традиция да провежда такива излъчвани по радиото концерти всеки първи четвъртък на месеците от октомври до юни.
През тези години тя работи предимно с текстове на Ахмад Реми по музика на Мохамед ел-Касабги, която включва европейски елементи, като използване на хармония и на инструменти, като виолончело и контрабас. Изпълненията ѝ са виртуозни, демонстриращи възможностите на нейния глас, и главно в модерния романтичен стил, станал преобладаващ в египетската популярна култура от този период.
През 1930-те години влиянието на Ум Кулсум надхвърля чисто артистичните среди. Тя често изнася частни концерти за египетското краско семейство, а негови представители се появяват и на нейни публични изпълнения. През 1944 година крал Фарук I ѝ връчва най-високата степен на Ордена „Нил“, най-висшето държавно отличие на Египет. Малко по-късно отношенията на Ум Култум с кралското семейство се влошават, след отказа да се омъжи за един от чичовците на краля, който тя приема като тежка лична обида.
В началото на 1940-те години Ум Кулсум прекратява дългогодишното си сътрудничество с Мохамед ел-Касабги. Причините за това не са напълно изяснени, но се предполага, че може би раздялата им е свързана с неуспеха на филма „Аида“, включващ композиции на Ел-Касабги и мотиви от операта на Джузепе Верди. Приблизително по същото време Ел-Касабги започва да композира често за сирийската певица Асмахан.
Следвайки промените в популярните вкусове, след раздялата с Мохамед ел-Касабги Ум Кулсум започва да работи често с композитора Закария Ахмад и поета Махмуд Байрам ел-Тунизи. Стилът ѝ претърпява драматична промяна от модерните романтични песни на 30-те години към по-силно свързани с местната египетска традиция изпълнения.

### Златен период
В края на 1940-те години Ум Кулсум започва да разчита все повече на младия композитор Риад ел-Сомбати, присъединил се към нейния екип няколко години преди това. Макар и повлиян от Ел-Касабги, особено през ранните си години, Ел-Сомбати пише по-лирични композиции, които са добре посрещнати от публиката на Ум Кулсум. В резултат на сътрудничеството на Рами с Ел-Сомбати и на Ел-Тунизи с Ахмад през следващите години Ум Кулсум създава някои от най-популярните си изпълнения, като това време често е определяно като нейния златен период.
През 1946 година, по време на концерт, Ум Кулсум изпълнява „Попитай сърцето ми“ – религиозна поема на класически арабски, написана от Ахмад Шауки по музика на Ел-Сомбати. Макар че тази форма е необичайна, песента се превръща в голям успех, припомняйки ранните години на певицата и утвърждавайки Ел-Сомбати като водещ композитор на музика за стихове на класически арабски. През следващите години изпълнява още няколко подобни песни по стихове на Шауки и музика на Ел-Сомбати. Сред тях е „Пророкът се роди“ от 1949 година, която предизвиква политически коментари с един от стиховете, описващ Мохамед като „имамът на социалистите“. През 1950 година, на върха на своята кариера, Ум Кулсум изпява композиция на Ел-Сомбати по текст на Ахмад Рами, смятан от самия поет за неговия шедьовър – превод на класически арабски на рубаите на Омар Хаям.
Поради нейните връзки с кралския двор след Египетската революция Ум Кулсум изпада в немилост, като излъчването на нейни изпълнения по радиото е забранено, но това не продължава дълго.

## Художествено наследство
Ум Кулсум се счита за една от най-великите певици в историята на арабската музика и влияе на редица музиканти, както в арабския свят, така и извън него, вкл. Джах Уобъл, Боб Дилън, Мария Калас, Мари Лафоре, Боно, и Робърт Плант. Юсу Н'Дур е неин фен от детството си и записва албума си Египет (2004 г.) с египетски оркестър в знак на почит към нейното наследство. Една от най-известните ѝ песни, Ента Омри е реинтерпретирана многократно. „Алф лейла уа лейла“ е джазирана в албума „Kalthoum“ (2015 г.) на френско-ливанския тромпетист Ибрахим Маалуф.
Шарл дьо Гол я нарича „Дамата“, а Мария Калас я счита за „несравними глас“. Трудно е да се измери точно пика на вокалния ѝ диапазон, защото ѝ песни са записани на живо. Дори в началото на XXI век тя има почти митичен статут сред младите египтяни. През 2001 г. египетското правителство открива музея „Kawkab al-Sharq“ („Звездата на Изтока“) в памет на певицата. Разположена в павилион на територията на двореца Манестерли в Кайро, колекцията включва редица лични вещи на Ум Кулсум, включително слънчеви очила и шалове, често важна част от публичния ѝ образ, както и снимки, записи и други архивни материали.
Критици и журналисти отбелязват, че Кулсум също се помни от милиони слушатели и фенове. Нейните изпълнения съчетават сурови емоции и политическа реторика; тя е много влиятелна и включва политически послания в музиката си. Пример за това е музиката ѝ след Втората световна война. Привидната тема е любовта, но по-дълбоката интерпретация на текста – например в песента „Салуе Калби“ („Salue Qalbi“) – поставя под въпрос политическите мотиви във времена на политическо напрежение. Политическата реторика в музика на Ум Кулсум е влиятелна и в началото на XXI век в много страни от Близкия изток и дори в световен мащаб.
Mazzika придобиа целия ѝ каталог в началото на 2000-те.

### Глас
Ум Кулсум е контралто. Такива певици са необичайни и пеят в най-ниския регистър на женския глас. Известно е, че може да импровизира и някои смятат, че тя не изпява една и съща строфа два пъти един и същи начин. Тя е ученичка на Абу ал-Ила Мохамед от пристигнето си в Кайро до смъртта му през 1927 г. Той я учи да адаптира гласа си към смисъла и мелодията в традиционна арабска естетика.

### Спомени
Тя е спомената подробно в текстовете на централната балада „Омар Шариф“ в мюзикъла „The Band's Visit“. Кулсум получава перлена огърлица с 1888 перли от Зайед бин Султан Ал Нахайян; изложена в Лувъра в Абу Даби. В нейна памет, 40 години след смъртта ѝ, египетските радиостанции излъчват нейната музика всеки първи четвъртък от месеца.
През януари 2019 г., на фестивала Зима в Тантора в Ал-'Ула за първи път се изнася концерт на живо с нея „излизаща като холограма с акомпанимент на оркестър и носеща плавни рокли в цял ръст, каквито е носела при дебютите си през 1920-те г."  Холограмни концерти с нейното участие са организирани и от египетския министър на културата Инас Абде-Дайем в Кайро и Дубайската опера.

## Избрана дискография
- Ya Karawan (1926)
- Othkorene (1939)
- Raq il Habeeb (1941)
- Kull al-ahabbah (1941)
- Ana Fi Entezarak (1943)
- Ghulubt asalih (1946)
- Yali Kan Yashqiq Anini (1949)
- Rubaiyat Al-Khayyam (1950)
- Ya Zalemny (1954)
- Dhikrayatun (1955)
- Dalili Ehtar (1955)
- Gharib' Ala Bab erraja (1955)
- 'Awwidt 'ayni (1957)
- Arouh li Meen (1958)
- Hagartek (1959)
- Hobb Eih (1960)
- Howwa Sahih El-Hawa Ghallab (1960)
- Lessa Faker (1960)
- Ansak Ya Salam (1961)
- Hayart Albi Ma'ak (1961)
- Hasibak lil-zaman (1962)
- Zalamna El Hob (1962)
- Betfaker fi Meen (1963)
- Toof we Shoof (1963)
- Araka asiya al-dam (1964)
- Enta Omri (1964)
- Lel Sabr Hedod (1964)
- Sirat el Houb (1964)
- Baeed Anak (1965)
- Amal Hayati (1965)
- Ental Hobb (1965)
- Al Atlal] (1966)
- Fakarouni (1966)
- Fit al-ma' ad (1967)
- Hadeeth el Rouh (1967)
- Hathehe Laylati (1968)
- Alf Leila wa Leila (1969)
- Aqbal al-layl (1969)
- Es'al Rouhak (1970)
- Wi-darit il-ayyam (1970)
- Aghadan alqak (1971)
- El Hobb Kolloh (1971)
- Men Agl Aynayk (1972)
- Rihab al-huda (al-Thulathiyah al-Muqaddisah) (1972)
- Ya Msaharny (1972)
- Hakam 'alayna al-haw'a (1973)
- Leilet Hobb (1973)
- La Diva (1998)